# Typ 90 (tank)
Typ 90 je hlavní bojový tank japonských ozbrojených sil, který byl vyvinut v letech 1976 až 1986 jako náhrada za starší tanky Typ 61 a Typ 74. Do výzbroje japonských ozbrojených sil byl zařazen v roce 1992.
Cena jednoho kusu z první série padesáti šesti tanků byla asi 8 700 000 dolarů (cena z roku 1992). V roce 2006 činila cena jednoho tanku 6 600 000 dolarů. Původně mělo být vyrobeno cca 500 až 800 tanků tohoto typu, ale ve skutečnosti se vyrobilo jen asi 340 kusů. V roce 2012 byla výroba ukončena a japonským ozbrojeným silám začaly být dodávány modernější a levnější tanky s označením Typ 10.

## Vývoj
Zanedlouho po vzniku tanku Typ 74 dalo japonské vrchní velení úkol vývojářům společnosti Mitsubishi vyvinout lepší a modernější tank, který bude mít vlastnosti srovnatelné se sovětskými tanky T-72. Vývoj prototypu, nazvaného TK-X, byl zahájen v roce 1976. V roce 1985 vznikly dva prototypy a roku 1989 byl vývoj finální verze tanku dokončen. 
První série dvou prototypů Type 90 byla vyzbrojena japonským 120mm hladkostěnným kanónem (vyráběným společností Japan Steel Works Limited), střílejícím japonskou municí (vyráběnou společností Daikin Industries Limited).
Druhý prototyp tanku Type 90 je vystavený v Informačním centru Japonských pozemních sil sebeobrany (JGSDF). Byl posledním prototypem, který nesl hlavní kanón Japan Steel Works 120 mm; u dalších prototypů (a následné sériové výroby) byl použit kanón Rheinmetall 120 mm.
Druhá série čtyř prototypů byla postavena mezi lety 1986 a 1988 a zahrnovala změny vycházející ze zkoušek prvních dvou prototypů. Tyto prototypy byly vyzbrojeny 120mm hladkostěnným kanónem Rheinmetall, který je rovněž použit u německého Leopardu 2 a ve upravené verzi u amerických hlavních bojových tanků M1A1/M1A2 Abrams. Tyto druhé prototypy byly použity pro vývoj a následně pro uživatelské zkoušky, které byly dokončeny v prosinci 1989, než Japonsko formálně zavedlo Type 90 v srpnu 1990. Sériová výroba začala v roce 1990 a do konce téhož roku bylo vyrobeno 30 vozidel.
S výjimkou 120mm hladkého kanónu, který je vyráběn na základě licence od německé firmy Rheinmetall, jsou tank Type 90 a jeho subsystémy kompletně navrženy a vyrobeny v Japonsku, což vede k vyšším nákladům na jednotku než u srovnatelných modelů zemí NATO jako jsou M1 Abrams nebo Challenger 2. Vývoj modernizací Type 90 byl negativně ovlivněn jednak omezeným rozpočtem, který způsobil zpoždění v akvizici, a jednak upřednostňováním financování hlavního bojového tanku Type 10. Vzhledem k přesvědčení, že Type 90 není vhodný pro operace v těsných prostorách japonských měst, je přednostně přiřazován k brigádě Fuji JGSDF a 7. obrněné divizi dislokované na ostrově Hokkaidó, kde je dostatek prostoru pro manévrování.
S výjimkou cvičení jako je každoroční Combined Live Fire Exercise pořádané armádou Spojených států v tréninkovém centru Yakima ve státě Washington, nebyl Type 90 nikdy nasazen v zahraničí a nikdy nebyl testován v boji.

## Popis

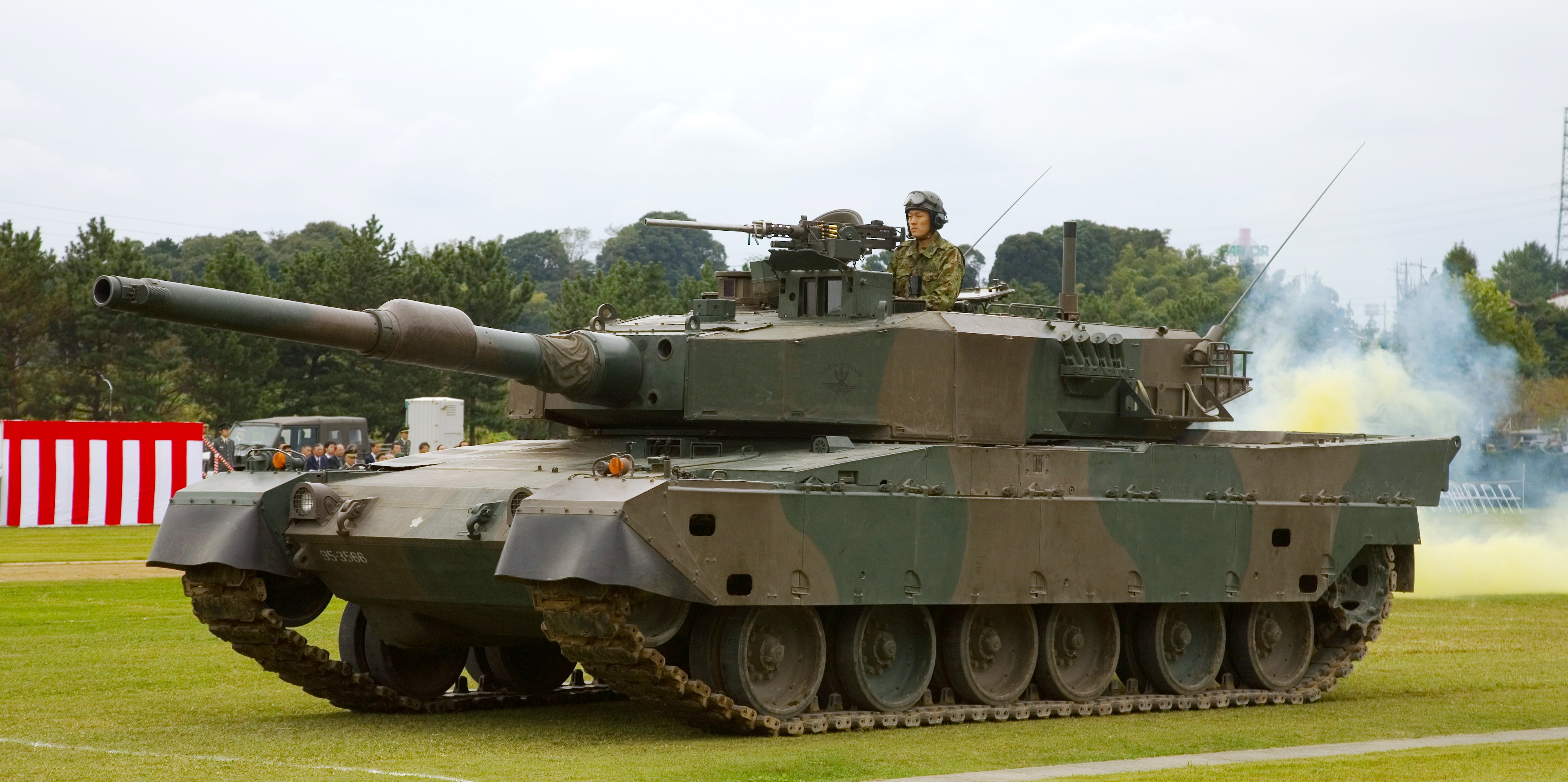
Boční pohled

Posádka je klasicky rozmístěna v přední části a střední části tanku. Motor se nachází vzadu. Na rozdíl od většiny západních hlavních bojových tanků má japonský tank nabíjecí automat, což umožnilo snížit počet členů posádky na tři osoby. Sedadlo řidiče je v přední části tanku na levé straně. Ve střední části tanku ve věži sedí na pravé straně velitel a na levé straně střelec. Každý z nich má samostatný průlez pro nástup a výstup. Vzhledově se tank podobá německému tanku Leopard 2. Některé zdroje uvádějí, že na vývoji tanku se podíleli němečtí inženýři, a proto je podobný tanku Leopard 2A4.

### Palebná síla

#### Systém řízení palby a zaměřovací zařízení
Tank je vybaven zařízením pro automatické sledování cíle za pohybu. Moderní systém řízení palby zahrnuje:
- periskop střelce (optický systém, termovizní systém se dvěma obrazovkami a laserový dálkoměr),
- periskop velitele stabilizovaný ve dvou rovinách (od Fuji Photo Optical Company),
- 32bitový balistický počítač,
- stabilizaci kanónu ve dvou rovinách.

Velitel tanku má k dispozici tyto systémy:
- optický periskop umožňující přiblížení 3× až 10× (výrobce Nikon Corporation), vertikální úhel je +/− 29° a horizontální pozorovací úhel je +/− 90°,
- sledování obrazu termovizního systému střelce na obrazovce,
- laserový dálkoměr.

#### Zbraně

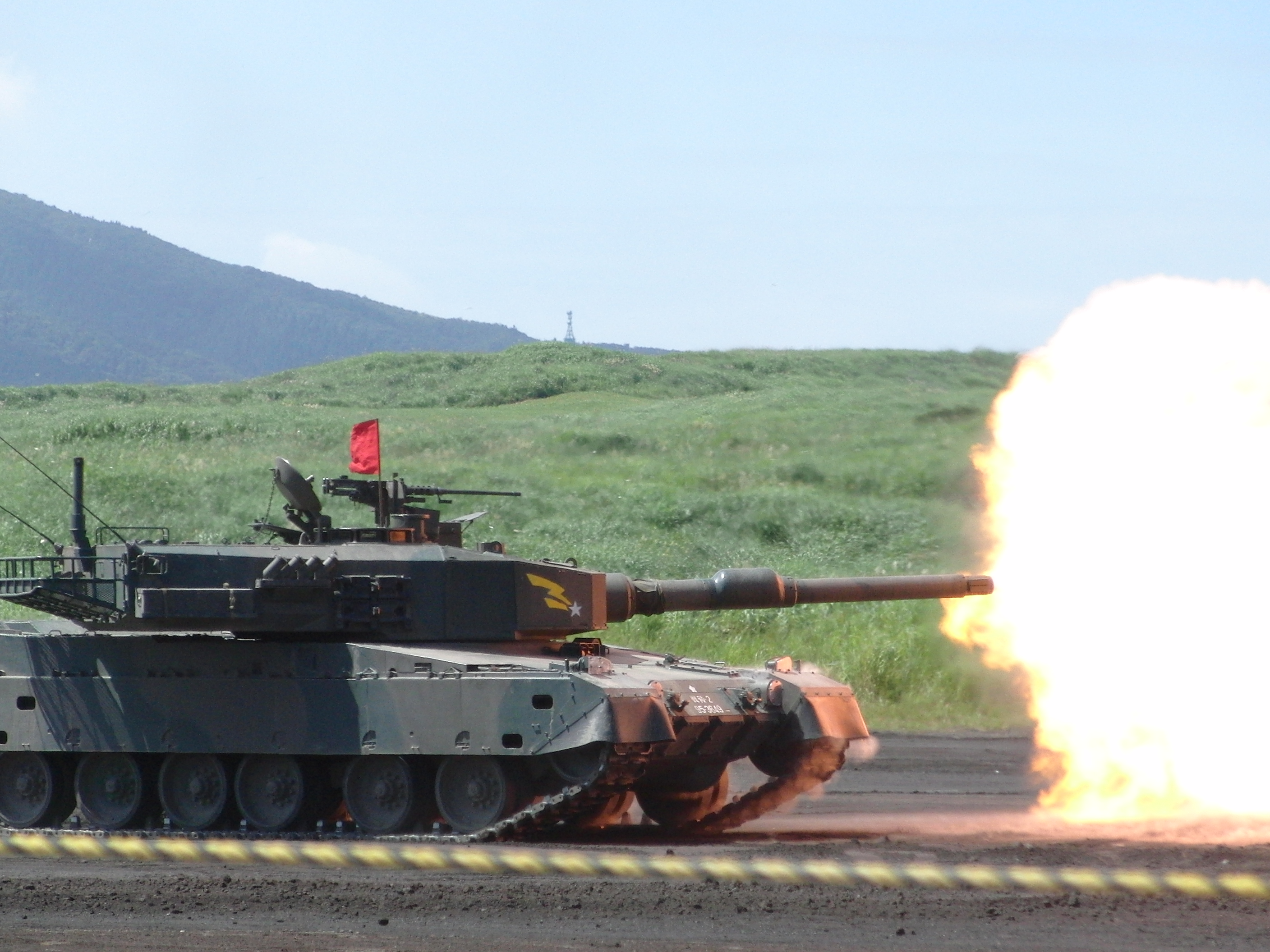
Střelba z tanku

Hlavní zbraň je licenční 120mm kanón Rheinmetall, který má délku 44 ráží a je vybaven automatickým nabíjením. Kanón je vybaven ejektorem a hlaveň je stabilizována ve dvou rovinách. Stejná zbraň byla použita u amerického tanku M1 Abrams a také u německého tanku Leopard 2. Japonci původně chtěli použít 120mm kanón vlastní konstrukce, ale nakonec dali přednost kanónu L44 společnosti Rheinmetall kvůli nižší ceně. Zásoba munice činí 45 nábojů, z toho 20 nábojů je umístěno v nabíjecím automatu.
Tank je vybaven nabíjecím automatem, umístěným ve zbraňové věži. Posádka tanku se tedy obejde bez nabíječe, podobně jako je tomu u sovětských, popř. ruských tanků T-64, T-72, T-80, T-90, francouzských tanků Leclerc a švédských Stridsvagn 103 .
Sekundární zbraně
- 12,7mm protiletadlový kulomet M2HB (660 nábojů),
- 7,62mm kulomet (2000 nábojů).

### Bezpečnost a ochrana

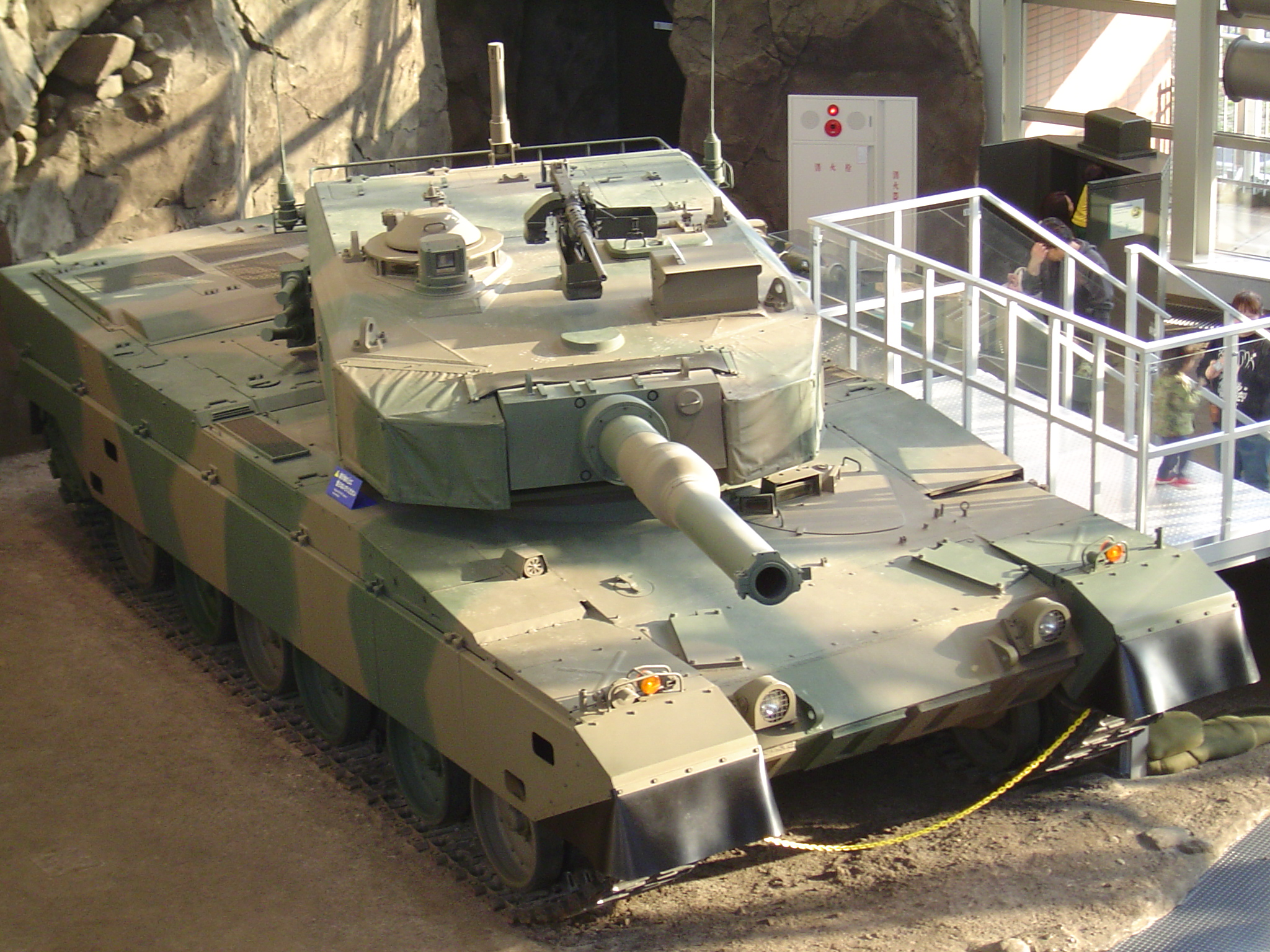
Pohled shora

Tank je vybaven rychle účinkujícími automatickými hasicími systémy a ochranou proti zbraním hromadného ničení.

#### Balistická ochrana
Korba a věž tanku jsou vyrobeny svařováním z ocelových plátů. Pancéřová ochrana je diferencovaná. Pancéřování v přední části trupu a věže je vrstvené (kompozitní). Ochrana bočních stran trupu a věže může být zvýšena moduly přídavného pancéřování.

#### Aktivní obrana
Tank může vytvořit kouřovou clonu, která do značné míry chrání tank proti řízeným střelám s laserovým naváděním a laserovým dálkoměrům. Tank má zmenšený hluk motoru, sníženou emisi zplodin a také sníženou infračervenou stopu.

#### Motor a převodovka

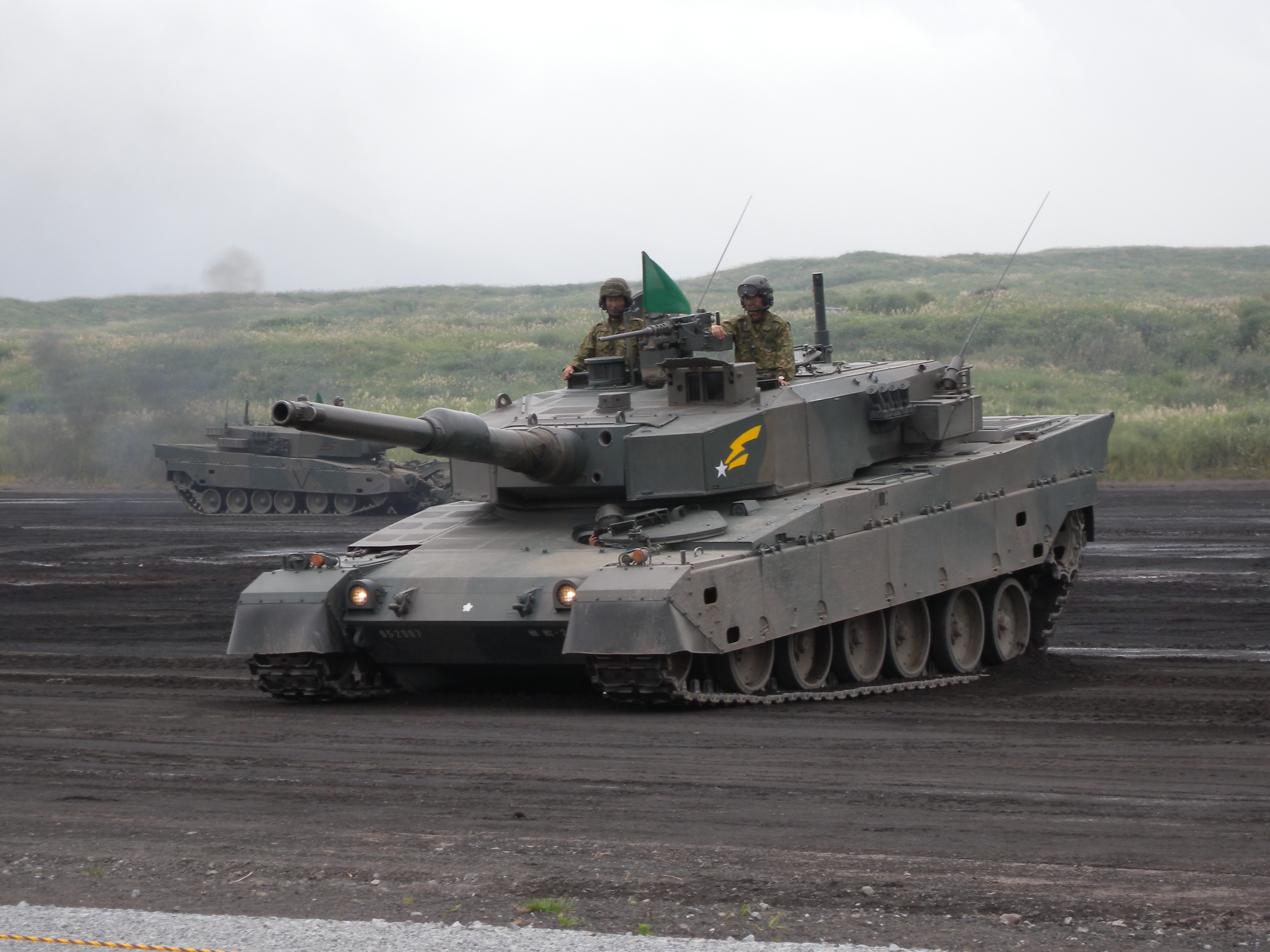
Ukázka možností podvozku tanku

Tank je vybaven desetiválcovým přeplňovaným dieselovým motorem Mitsubishi 10ZG s kapalinovým chlazením, přímým vstřikováním, turbodmychadlem a tepelným výměníkem. Výkon motoru činí 1500 hp, což umožňuje tanku překonat vzdálenost 200 m za 20 sekund při startu z místa. Objem palivové nádrže činí 1100 litrů. Automatická převodovka má čtyři stupně pro jízdu vpřed a dva pro jízdu vzad.

#### Pohybové ústrojí
Pohybové ústrojí má šest párů pojezdových kol a podpůrné kladky pro pásy. Odpružení podvozku je kombinované hydropneumatické, resp. torzní. První a šesté pojezdové kolo na každé straně má hydropneumatické odpružení a ostatní pojezdová kola jsou zavěšena na torzních tyčích. Světlou výšku tanku lze měnit (tank může zalehnout). Standardní světlá výška je 450 mm, a může se pohybovat v rozsahu 200 až 600 mm.

### Ergonomie
- Automatická převodovka výrazně zjednodušuje ovládání, zkracuje dobu výcviku řidiče a snižuje únavu při dlouhých cestách,
- palubní počítač řidiče.

## Ve službě
- 345 tanků (2010)

### Přednosti
- Moderní systém řízení palby,
- dobrý poměr výkon/hmotnost 29,9 hp/t (Leopard 2A6M má 24,0 hp/t, a T-90 má 21,5 hp/t),
- použití nabíjecího automatu snížilo počet členů posádky na tři osoby čímž uvolnilo vnitřní prostor a současně zvýšilo bojeschopnost tanku.

### Nevýhody
- Vysoká cena tanku,
- obtížná výroba a složitá elektronika,
- vysoká spotřeba paliva,
- kolmá přední část věže,
- chybí pomocná energetická jednotka.